# Mehna
Mehna ist eine Gemeinde im thüringischen Landkreis Altenburger Land. Sie liegt etwa neun Kilometer westlich von Altenburg und ist Mitglied der Verwaltungsgemeinschaft Rositz.

## Geographie

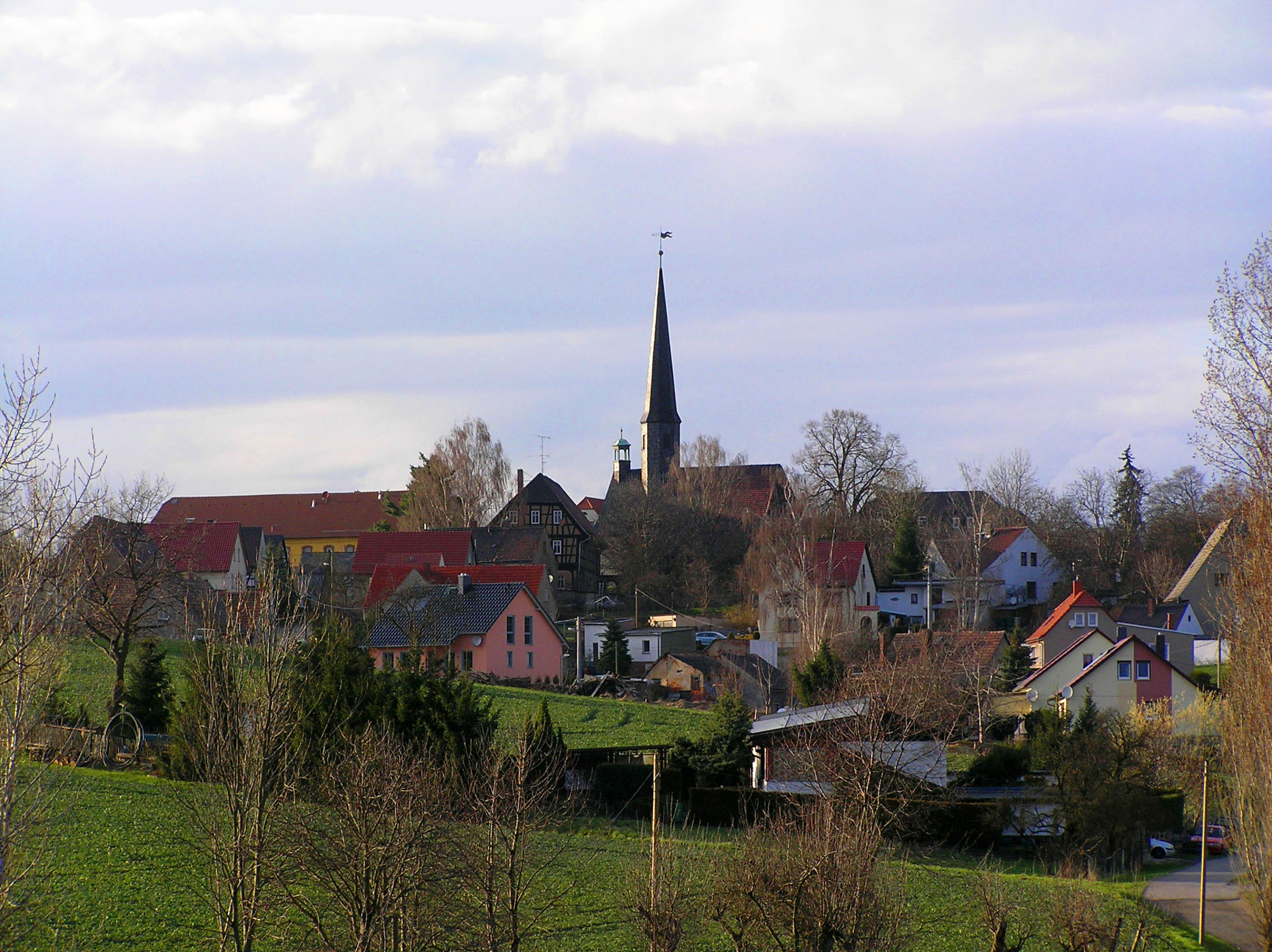
Blick über Mehna

Mehna liegt westlich von Altenburg im Altenburger-Zeitzer-Lösshügelland, einem Ausläufer der Leipziger Tieflandbucht um Schmölln und Dobitschen. Angrenzende Gemeinden sind Dobitschen, Göllnitz und Starkenberg im Landkreis Altenburger Land. Südlich des Dorfs befindet sich der Kleine Gerstenbach, ein Quellfluss des Gerstenbachs.

### Gemeindegliederung
Ortsteile von Mehna sind Rodameuschel und Zweitschen.

## Geschichte
Im Juli 1172 ist der Ort erstmals urkundlich erwähnt worden. Mehna gehörte zum wettinischen Amt Altenburg, welches ab dem 16. Jahrhundert aufgrund mehrerer Teilungen im Lauf seines Bestehens unter der Hoheit folgender Ernestinischer Herzogtümer stand: Herzogtum Sachsen (1554 bis 1572), Herzogtum Sachsen-Weimar (1572 bis 1603), Herzogtum Sachsen-Altenburg (1603 bis 1672), Herzogtum Sachsen-Gotha-Altenburg (1672 bis 1826). Bei der Neuordnung der Ernestinischen Herzogtümer im Jahr 1826 kam der Ort wiederum zum Herzogtum Sachsen-Altenburg.
Nach der Verwaltungsreform im Herzogtum gehörte Mehna bezüglich der Verwaltung zum Ostkreis (bis 1900) bzw. zum Landratsamt Altenburg (ab 1900). Das Dorf gehörte ab 1918 zum Freistaat Sachsen-Altenburg, der 1920 im Land Thüringen aufging. 1922 kam es zum Landkreis Altenburg.
Am 1. Juli 1950 sind die Orte Rodameuschel und Zweitschen nach Mehna eingemeindet worden. Bei der zweiten Kreisreform in der DDR wurden 1952 die bestehenden Länder aufgelöst und die Landkreise neu zugeschnitten. Somit kam die Gemeinde Mehna mit dem Kreis Schmölln an den Bezirk Leipzig, der seit 1990 als Landkreis Schmölln zu Thüringen gehörte und 1994 im Landkreis Altenburger Land aufging. Vom 1. Januar 1992 bis 31. Dezember 2018 gehörte die Gemeinde Mehna der Verwaltungsgemeinschaft Altenburger Land an, deren Sitz sich auch in Mehna befand. Diese wurde aufgelöst und Mehna wechselte in die Verwaltungsgemeinschaft Rositz. Nach der Wende wurde im Ort eine Agrargenossenschaft gegründet.

### Einwohnerentwicklung
Entwicklung der Einwohnerzahl (31. Dezember):
| - 1994: 402 - 1995: 402 - 1996: 399 - 1997: 400 - 1998: 385 - 1999: 380 | - 2000: 379 - 2001: 360 - 2002: 364 - 2003: 360 - 2004: 362 - 2005: 363 | - 2006: 354 - 2007: 347 - 2008: 360 - 2009: 350 - 2010: 344 - 2011: 322 | - 2012: 313 - 2013: 308 - 2014: 293 - 2015: 289 - 2016: 291 - 2017: 294 | - 2018: 279 - 2019: 271 - 2020: 260 - 2021: 271 - 2022: 261 - 2023: 252 |

Datenquelle: Thüringer Landesamt für Statistik

## Politik

### Gemeinderat
Seit der Kommunalwahl am 26. Mai 2024 setzt sich der Gemeinderat wie folgt zusammen:
- Freie Wählervereinigung Mehna – 2 Sitze durch 32,3 % (−11,5 %p)
- DIE REGIONALEN – 4 Sitze durch 67,7 % (+11,5 %p)

Die Wahlbeteiligung lag bei 79,9 % (+0,4 %p).

### Bürgermeister
Bürgermeister ist seit dem 29. Juni 1997 Jens Stallmann. Er wurde zuletzt am 12. Juni 2022 mit einer Mehrheit von 89,8 % und einer Wahlbeteiligung von 55,2 % (- 31,7 %p) im Amt bestätigt. Vorherige Bürgermeisterin war Karola Engelmann.

## Wirtschaft und Infrastruktur

### Wasserver- und Abwasserentsorgung
Die Aufgaben der Wasserver- und Abwasserentsorgung hat die Gemeinde dem Zweckverband Wasserver- und Abwasserentsorgung Altenburger Land übertragen.

### Windkraftanlagen
In Mehna stehen zwei Windkraftanlagen. Eine wurde 1993 und die andere 2004 errichtet. Beitreiber soll Provent sein und zusammen haben diese eine Maximalleistung von 1,75 Megawatt.

## Kultur und Sehenswürdigkeiten
- siehe auch: Liste der Kulturdenkmale in Mehna

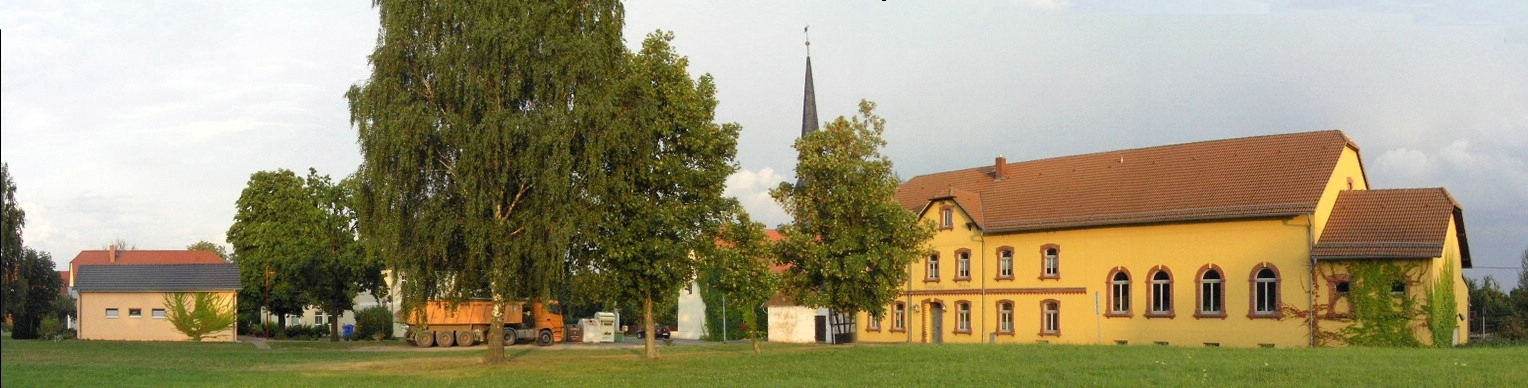
Der historische Landgasthof in Mehna wurde 1903 eingeweiht
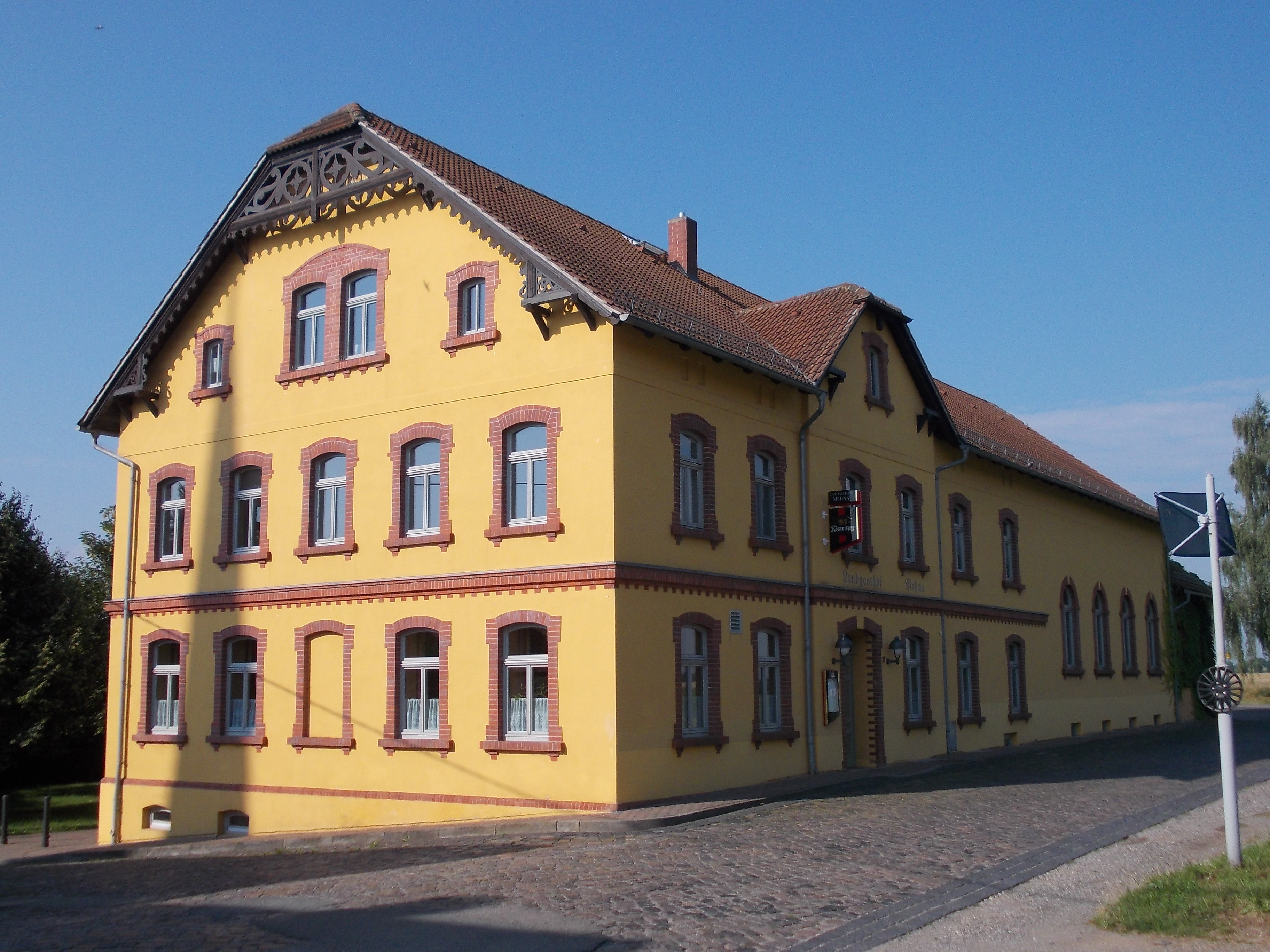
Giebel mit Schnitzerei am historischen Landgasthof Mehna
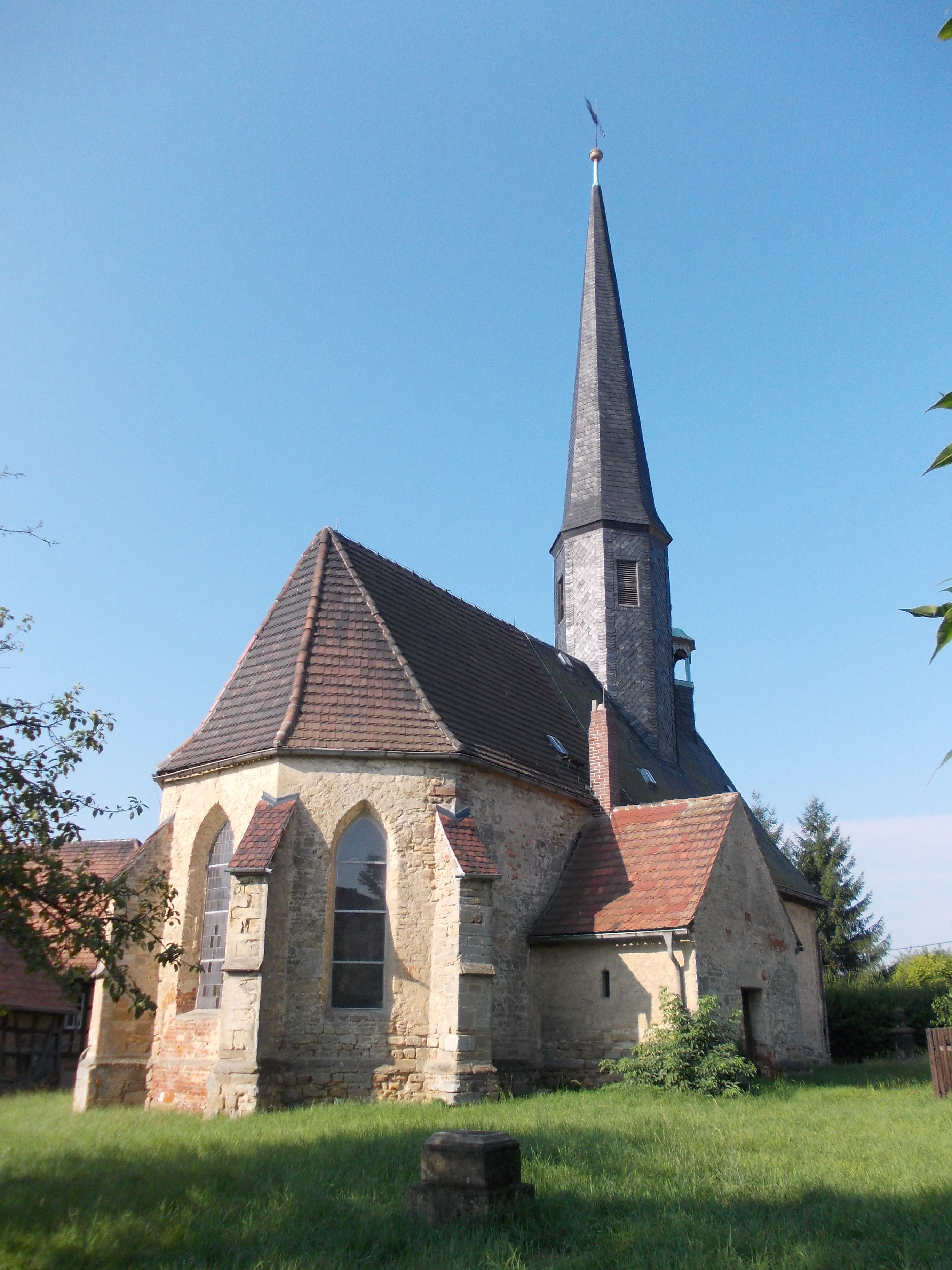
Dorfkirche Mehna
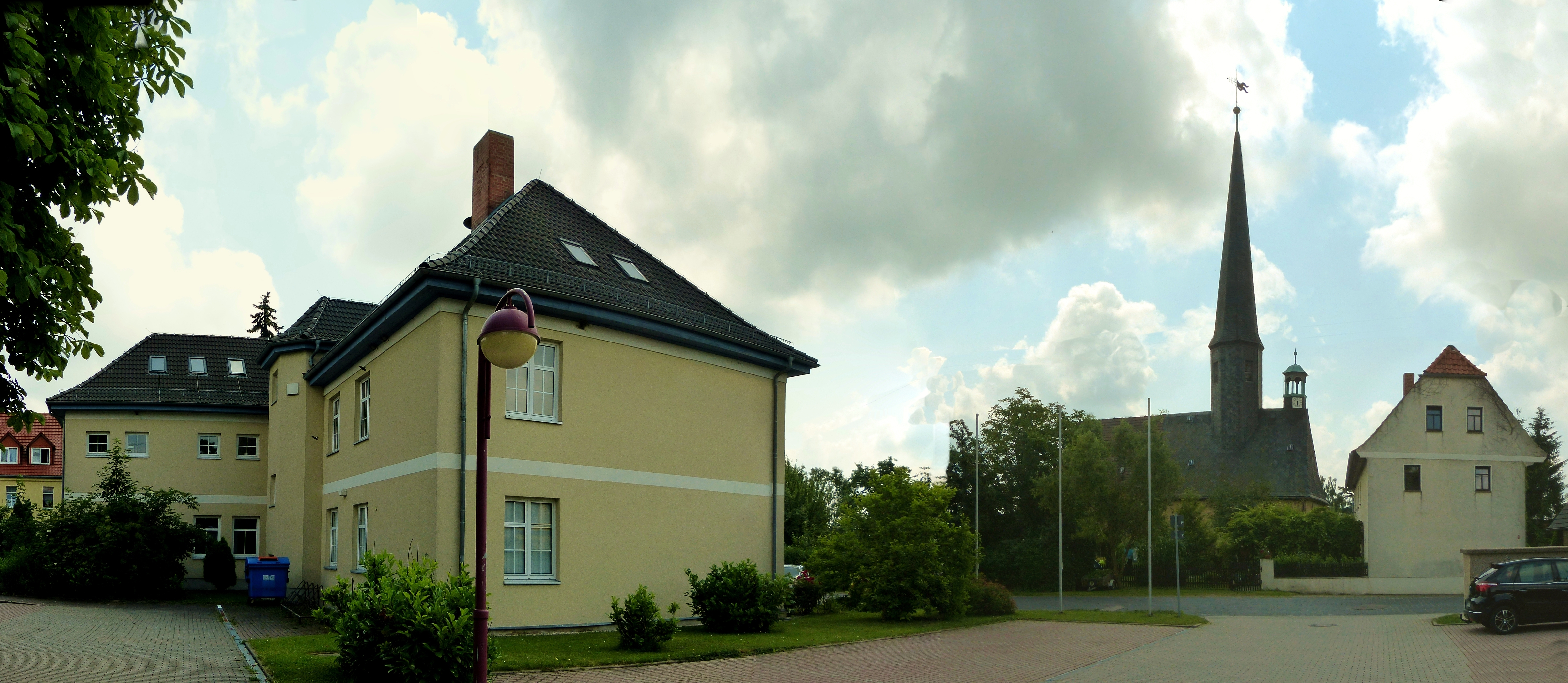
Gemeindeverwaltung im ehemaligen Schulhaus
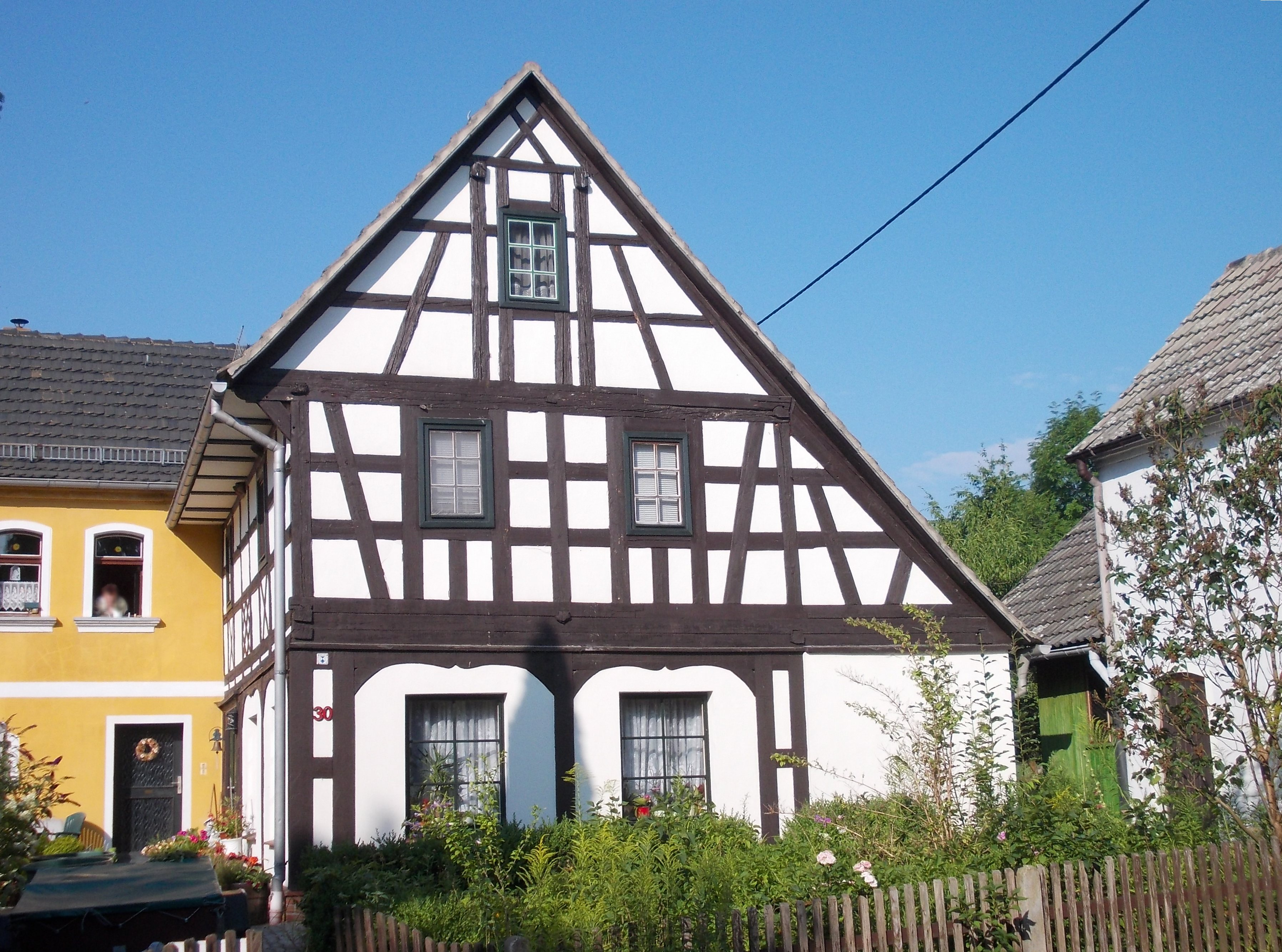
Umgebindehaus